# MTV Video Music Awards/Song of the Year
Die MTV Video Music Awards for Song of the Year werden seit den MTV Video Music Awards 2018 verliehen.

## Übersicht
| Award | Jahr | Preisträger                                               | Nominierte |
| ----- | ---- | --------------------------------------------------------- | --- |
| 1.    | 2018 | Post Malone (featuring 21 Savage) – Rockstar              | - Camila Cabello (featuring Young Thug) – Havana - Drake — God’s Plan - Dua Lipa – New Rules - Bruno Mars (featuring Cardi B) – Finesse (Remix) - Ed Sheeran – Perfect                             |
| 2.    | 2019 | Lil Nas X (feat. Billy Ray Cyrus) – Old Town Road (Remix) | - Drake – In My Feelings - Ariana Grande – Thank U, Next - Jonas Brothers – Sucker - Lady Gaga and Bradley Cooper – Shallow - Taylor Swift – You Need to Calm Down                                 |
| 3.    | 2020 | Lady Gaga with Ariana Grande — Rain on Me                 | - Doja Cat – Say So - Billie Eilish — Everything I Wanted - Megan Thee Stallion — Savage - Post Malone – Circles - Roddy Ricch — The Box                                                           |
| 4.    | 2021 | Olivia Rodrigo – Drivers License                          | - 24kGoldn (featuring Iann Dior) – Mood - Bruno Mars, Anderson .Paak and Silk Sonic – Leave the Door Open - BTS – Dynamite - Cardi B (featuring Megan Thee Stallion) – WAP - Dua Lipa – Levitating |
| 5.    | 2022 | Billie Eilish – Happier Than Ever                         | - Adele – Easy on Me - Doja Cat – Woman - Elton John and Dua Lipa – Cold Heart (Pnau remix) - Lizzo – About Damn Time - The Kid Laroi and Justin Bieber – Stay                                     |
| 6.    | 2023 | Taylor Swift – Anti-Hero                                  | - Miley Cyrus – Flowers - Olivia Rodrigo – Vampire - Rema and Selena Gomez – Calm Down - Sam Smith and Kim Petras – Unholy - Steve Lacy – Bad Habit - SZA – Kill Bill                              |